# Henryk Adamus
Henryk Konrad Adamus (* 19. Februar 1880 in Warschau; † 13. Oktober 1950 in Warschau) war ein polnischer Cellist, Komponist, Dirigent und Musikpädagoge.

## Leben
Henryk Adamus Vater war der Geiger Zenobiusz Adamus. Er war in der Celloklasse des Cellisten Anton Cink (1863–1933) und der Kompositionsklasse von Zygmunt Noskowski am Warschauer Konservatoriums. Daran anschließend war er vom 8. April 1904 bis zum 12. Mai 1905 Schüler von Stephan Krehl (Komposition) und Julius Klengel (Cello) am Konservatorium in Leipzig. Während seines Deutschlandaufenthaltes spielte er im Gewandhausorchester in Leipzig. Zwischen 1899 und 1911 war mit Unterbrechungen Cellist am Teatr Wielki, dem Warschauer Opernorchester. Zwischen 1905 und 1911 war er Solocellist im Warschauer Philharmonischen Orchester. Danach übernahm er vom 15. September 1911 bis 1. September 1914  die Direktorenposition der Musikgesellschaft KMT in Kalisch. Hier gründete er 1913 mit S. Bzowski eine Musikschule deren erster Direktor er wurde. In Kalisz trat er oft als Solist, Kammermusiker und Dirigent auf. Ab 1914 arbeitete er wieder als Orchestermitglies mit dem Teatr Wielki in Warschau zusammen, ab 1915 als Ersatzdirigent. Schließlich übernahm er zwischen 1919 und 1922 die Leitung des dortigen Opernchores. Von 1921 bis 1929 war er Leiter und Dirigent der Städtischen Musiktheater. Zwischen 1905 und 1914 gab er privaten Cellounterricht. Dabei entstand das Lehrwerk Daumenübungen für das Cello. '
Henryk Konrad Adamus starb 1950 vereinsamt im Alter von 70 Jahren in Warschau und wurde auf dem dortigen  Powązki-Friedhof beigesetzt.

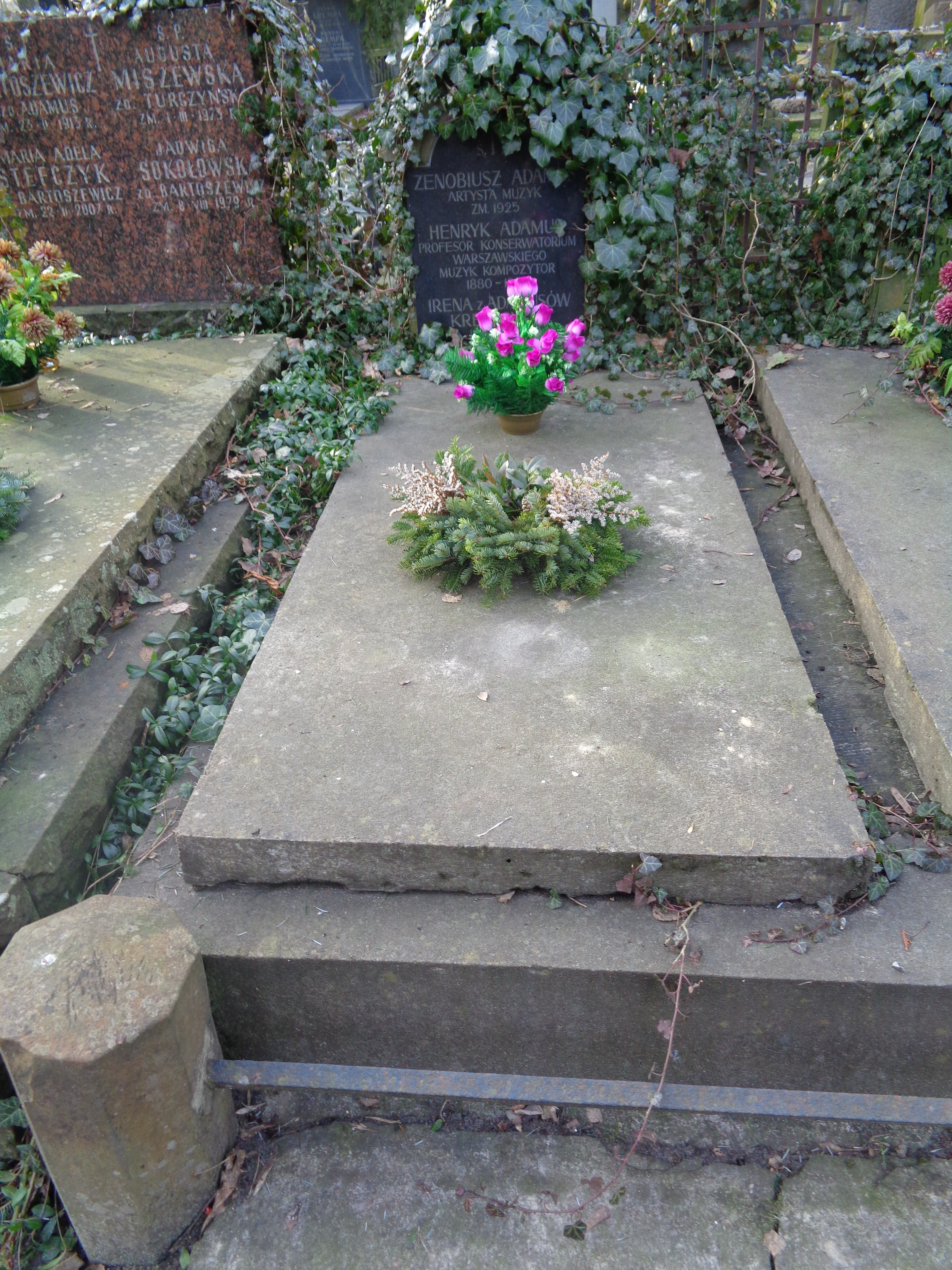
Grab von Henryk Konrad Adamus auf dem Powązki-Friedhof in Warschau

## Werke (Auswahl)
Adamus schrieb Opern, wie Sumienie (Das Gewissen, 1918) und Rey w Babinie (Der König und das Kind, 1922), die in Warschau uraufgeführt wurden. Darüber hinaus hat er Ballette, symphonische Gedichte, Schauspielmusiken. geistliche und instrumentale Stücke geschrieben, von denen viele verschollen sind und nicht aufgeführt wurden.
- Pan Wołodyjowski Kömödie in einem Akt, nach dem Roman von Henryk Sienkiewicz, Libretto und  Musik: Henryk Adamus.
- Sumienie.   [Das Gewissen]. Lyrisches Drama in einem Akt nach den Ereignissen von 1905, entstanden zwischen 1914 und 1915, Uraufführung am 7. Juli 1918 im Teatr Wielki in Warschau, Libretto von Henryk Adamus nach dem Roman von Helena Filochowska (1886–1961), Zdzisław Lubomirski gewidmet
- Rey w Babinie [Der König und das Kind], Musikalische Posse in drei Akten, 1922 OCLC 838853083
- Sezofris, Ägyptisches Drama, Libretto und Musik: Henryk Adamus, 1923
- Figle Bachusa, Gaudeamus igitur, Komische Oper in drei Akten, 1923 OCLC 1042536035
- Der Dybuk, Oper, 1924[3]
- Pharaoh. Große Oper in vier Akten (Fünf Bilder), Libretto und Musik: Henryk Adamus nach dem gleichnamigen Roman von Boleslaw Prus, 1927 OCLC 1042394408
- Absolvo te, Opernfragment, 1930 OCLC 1036457685
- I. S. (Intelligence Service), Oper in drei Akten, 1941 OCLC 1042394410
- Burleska für Violoncello und Klavier op. 3, eingespielt von der Cellistin Anna Wróbel und dem Pianisten Mariusz Dropek OCLC 848235206
- Romanze für Violine oder Violoncello und Klavier op. 5, um 1910 OCLC 839252187
- Mélodie cis-moll op. 12 für Violine oder Violoncello und Klavier, 1923 OCLC 839260302
- Romanze für Violoncello und Klavier op. 28 OCLC 1257572921
- Lied ohne Worte für Violoncello und Klavier, 1904 OCLC 1036520806
- Klaviertrio, 1905 OCLC 1036325993
- Wieczór w Sorento [Ein Abend in Sorrent], Italienische Suite für Orchester, 1910 OCLC 1036368896
- La baiser du Sphinx, Pocałunek Sfinksa, Valse du salon für Klavier und großes Orchester, 1915 OCLC 1036536867
- Faust: Dies irae: Liturgischer Gesang (Bußpsalm), 1922
- Aschenputtel, Musik zu einem Märchen von C. A. Görner nach Grimm. Es wurde zwischen 1925 und 1927 vom Polnischen Theater in Warschau am Stadttheater in Łódź aufgeführt OCLC 1051280436
- Der Sturm von William Shakespeare, 1926 OCLC 1036463459
- Salome Księżniczka Żydowska [Salome, die jüdische Prinzessin], Bühnenmusik zur Tragödie von Wacław Grubiński (1883–1973), 1926 OCLC 1036534533
- Ave Maria, Lied für Solo-Sopran mit Frauenchor und Orgel, 1940 OCLC 1036547754
- Antoni z Padwy [Antonius von Padua], ein lyrisches Mysterium in 5 Bildern mit einem Prolog und einem Epilog, 1947/48 OCLC 1036415507
- Hymne an die selige Jungfrau Maria für  Sopransolo, Baritonsolo, gemischten Chor, Orgel, Violine und Cello ad libitum, 1950 OCLC 1036538202
- Sąd Ostateczny i Matka Miłosierdzia [Das Jüngste Gericht und die Mutter der Barmherzigkeit], szenische religiöse Rhapsodie, 1950 OCLC 1036631092
- Rondo für Klavier, 1950 OCLC 1036541164
- Daumenübungen für das Cello, 1913 OCLC 1036352488